# 宮島肇
宮島 肇（みやじま はじめ、1904年1月15日 - 没年不明（1979年以後））は、日本の哲学・教育学者。横浜国立大学名誉教授。

## 人物
鹿児島県出身。東京文理科大学卒。1951年「文化哲学の基礎研究」で東京教育大学文学博士。横浜国立大学教授。1969年定年退官、名誉教授、関東学院大学教授。1969年横浜文化賞受賞。
息子は社会学者の宮島喬、経済学者の宮島洋、政治学者の宮島泉。

## 著書
- 『歴史哲学』玉川学園出版部 玉川文庫 1932
- 『歴史と解釈学 ディルタイ歴史哲学序説』成美堂書店 1936
- 『民族と歴史哲学』培風館 1943
- 『文化哲学の基礎研究』培風館 1948
- 『教師のための哲学』小学館 1952
- 『現代の歴史思想』河出書房 市民文庫 1952
- 『社会・思想小事典』有精堂出版 1953
- 『現代哲学の流れ 現代の思索』河出新書 1955
- 『哲学思想の歩み 近代の思索』河出新書 1956
- 『新しいしつけと道徳教育』明治図書出版 1957
- 『現代道徳教育論』明治図書出版 現代教育全書 1960
- 『明治的思想家像の形成 西田哲学成立史と思想史方法論の問題』未来社 1960
- 『近代思想の社会史』法律文化社 市民教室 1965
- 『現代思想の社会史』法律文化社 市民教室 1966
- 『戦後思想の社会史』法律文化社 市民教室 1968
- 『宮島肇集　西田幾多郎研究資料集成　第7巻』小坂国継編・解説、クレス出版 2012

### 共著・訳
- カール・ラムプレヒト『近代歴史学』培風館 1946
- 『哲学・倫理入門』沼田滋夫共著 明治図書出版 1960

## 論文
- 宮島肇